# Universiteitshuis
Het Universiteitshuis (afgekort tot U-huis) bevindt zich aan de Professor van Weliestraat in Nijmegen. 
In 1969 werd het in opdracht van de universiteit van Nijmegen ontworpen door architect H. Nefkens. Dit nieuwe gebouw was nodig in verband met de grote aantallen nieuwe studenten die zich in die jaren aanmeldde. Het zou een mensa omvatten met 400 plaatsen, kantoren en studentenverenigingen. Echter het corps en de studentenverenigingen wilden liever dichter bij het centrum blijven, dus nam de universiteit het hele gebouw in gebruik.
Uiteindelijk kwam er, na langdurige speculaties over de groei van het aantal studenten, een mensa met 600 zitplaatsen, ofwel 1800 eters. Verder kwamen er drie lagen met kantoren, één meer dan oorspronkelijk de bedoeling was.
Anno 2008 is de Refter aan het Erasmusplein de mensa voor het nog steeds groeiende aantal studenten.